# Olivia Smart
Olivia Sophie Smart (ur. 1 kwietnia 1997 w Sheffield) – brytyjska łyżwiarka figurowa reprezentująca Hiszpanię, startująca w parach tanecznych z Timem Dieckiem. Uczestniczka igrzysk olimpijskich (2022), uczestniczka mistrzostw Europy i świata, medalistka zawodów z cyklu Grand Prix i Challenger Series, mistrzyni Wielkiej Brytanii (2015) oraz dwukrotna mistrzyni Hiszpanii (2020, 2022).

## Osiągnięcia

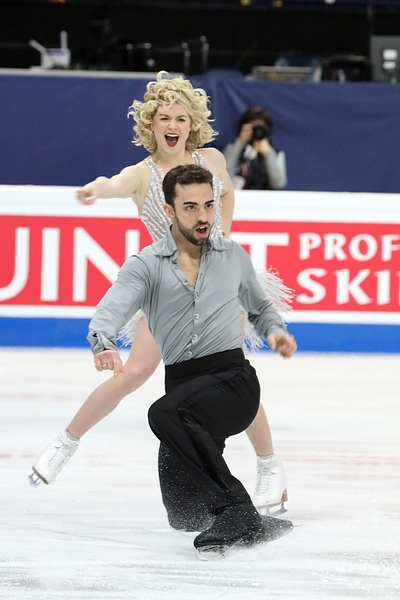
Olivia Smart i Adrián Díaz na mistrzostwach świata 2017

### Z Timem Dieckiem (Hiszpania)
| Mistrzostwa świata              | 19 |
| GP Grand Prix de France         | 8  |
| GP Skate America                | 6  |
| CS Autumn Classic International | 4  |
| CS Finlandia Trophy             | 4  |

### Z Adriánem Díazem (Hiszpania)
| Zawody                          | 16–17          | 17–18          | 18–19          | 19–20          | 20–21          | 21–22          |                |                |                |                |                |                |                |                |                |                |                |
| Międzynarodowe                  | Międzynarodowe | Międzynarodowe | Międzynarodowe | Międzynarodowe | Międzynarodowe | Międzynarodowe | Międzynarodowe | Międzynarodowe | Międzynarodowe | Międzynarodowe | Międzynarodowe | Międzynarodowe | Międzynarodowe | Międzynarodowe | Międzynarodowe | Międzynarodowe | Międzynarodowe |
| ------------------------------- | -------------- | -------------- | -------------- | -------------- | -------------- | -------------- | -------------- | -------------- | -------------- | -------------- | -------------- | -------------- | -------------- | -------------- | -------------- | -------------- | -------------- |
| Zimowe igrzyska olimpijskie     |                |                |                |                |                | 8              |                |                |                |                |                |                |                |                |                |                |                |
| Mistrzostwa świata              | 18             | 12             |                | —              |                | 7              |                |                |                |                |                |                |                |                |                |                |                |
| Mistrzostwa Europy              |                |                | 8              | 8              |                | 4              |                |                |                |                |                |                |                |                |                |                |                |
| GP Skate America                |                |                |                |                |                | 4              |                |                |                |                |                |                |                |                |                |                |                |
| GP Skate Canada International   |                | 6              | 5              |                | C              | 3              |                |                |                |                |                |                |                |                |                |                |                |
| GP Internationaux de France     |                |                | 7              | 4              |                |                |                |                |                |                |                |                |                |                |                |                |                |
| CS Autumn Classic International | 6              | 4              | 2              | 4              |                | 2              |                |                |                |                |                |                |                |                |                |                |                |
| CS Finlandia Trophy             | 6              |                | 2              |                |                | 4              |                |                |                |                |                |                |                |                |                |                |                |
| CS Golden Spin Zagrzeb          |                | 5              |                |                |                |                |                |                |                |                |                |                |                |                |                |                |                |
| CS Ice Challenge                |                |                |                |                |                | 3              |                |                |                |                |                |                |                |                |                |                |                |
| CS Nebelhorn Trophy             |                |                |                | 5              |                |                |                |                |                |                |                |                |                |                |                |                |                |
| CS U.S. International Classic   | 4              | 7              |                |                |                |                |                |                |                |                |                |                |                |                |                |                |                |
| Bavarian Open                   | 2              |                |                |                |                |                |                |                |                |                |                |                |                |                |                |                |                |
| Lake Placid IDI                 | 2              |                |                |                |                |                |                |                |                |                |                |                |                |                |                |                |                |
| Open d’Andorra                  | 1              |                |                |                |                |                |                |                |                |                |                |                |                |                |                |                |                |
| Krajowe                         |                |                |                |                |                |                |                |                |                |                |                |                |                |                |                |                |                |
| Mistrzostwa Hiszpanii           | 2              | 2              | 2              | 1              |                | 1              |                |                |                |                |                |                |                |                |                |                |                |

### Z Josephem Bucklandem (Wielka Brytania)
| Zawody                                | 11–12          | 12–13          | 13–14          | 14–15          |                |                |                |                |                |                |                |                |                |                |                |                |                |
| Międzynarodowe                        | Międzynarodowe | Międzynarodowe | Międzynarodowe | Międzynarodowe | Międzynarodowe | Międzynarodowe | Międzynarodowe | Międzynarodowe | Międzynarodowe | Międzynarodowe | Międzynarodowe | Międzynarodowe | Międzynarodowe | Międzynarodowe | Międzynarodowe | Międzynarodowe | Międzynarodowe |
| ------------------------------------- | -------------- | -------------- | -------------- | -------------- | -------------- | -------------- | -------------- | -------------- | -------------- | -------------- | -------------- | -------------- | -------------- | -------------- | -------------- | -------------- | -------------- |
| Mistrzostwa świata                    |                |                |                | 27             |                |                |                |                |                |                |                |                |                |                |                |                |                |
| Mistrzostwa Europy                    |                |                |                | WD             |                |                |                |                |                |                |                |                |                |                |                |                |                |
| CS Memoriał Ondreja Nepeli            |                |                |                | 4              |                |                |                |                |                |                |                |                |                |                |                |                |                |
| Międzynarodowe: Kategorie młodzieżowe |                |                |                |                |                |                |                |                |                |                |                |                |                |                |                |                |                |
| Mistrzostwa świata juniorów           | 17             | 22             | 10             |                |                |                |                |                |                |                |                |                |                |                |                |                |                |
| JGP w Austrii                         | 13             |                |                |                |                |                |                |                |                |                |                |                |                |                |                |                |                |
| JGP w Czechach                        |                |                | 7              |                |                |                |                |                |                |                |                |                |                |                |                |                |                |
| JGP w Estonii                         | 12             |                |                |                |                |                |                |                |                |                |                |                |                |                |                |                |                |
| JGP w Polsce                          |                |                | 7              |                |                |                |                |                |                |                |                |                |                |                |                |                |                |
| Bavarian Open                         |                | 6 J            | 3 J            |                |                |                |                |                |                |                |                |                |                |                |                |                |                |
| Mentor Toruń Cup                      | 1 J            |                |                |                |                |                |                |                |                |                |                |                |                |                |                |                |                |
| NRW Trophy                            |                |                | 3 J            |                |                |                |                |                |                |                |                |                |                |                |                |                |                |
| Santa Claus Cup                       |                | 8 J            |                |                |                |                |                |                |                |                |                |                |                |                |                |                |                |
| Krajowe                               |                |                |                |                |                |                |                |                |                |                |                |                |                |                |                |                |                |
| Mistrzostwa Wielkiej Brytanii         | 1 J            | 1 J            | 1 J            | 1              |                |                |                |                |                |                |                |                |                |                |                |                |                |

## Programy
Olivia Smart / Adrián Díaz
| Sezon   | Taniec rytmiczny (RD) | Taniec dowolny (FD) |
| ------- | --- | --- |
| 2021–22 | - Blues, swing: Proud Mary – Tina Turner choreografia: Romain Haguenauer, Ginette Cournoyer, Samuel Chouinard | - I Was Always There (z filmu Kot w butach) – Henry Jackman - The Fencing Lesson (z filmu Maska Zorro) – James Horner - I Want To Spend My Lifetime Loving You (z filmu Maska Zorro) – Tina Arena, Marc Anthony choreografia: Romain Haguenauer, Ginette Cournoyer, Samuel Chouinard |
| 2020–21 | - Grease medley: - Swing: Grease – Frankie Valli - Quickstep: You're the One That I Want – John Travolta, Olivia Newton-John - Jive: Born to Hand Jive – Sha-Na-Na choreografia: Romain Haguenauer, Ginette Cournoyer, Samuel Chouinard | - Power of Imagination (z filmu Fanatazja) – Leopold Stokowski choreografia: Romain Haguenauer, Ginette Cournoyer, Samuel Chouinard |
| 2019–20 | - Grease medley: - Swing: Grease – Frankie Valli - Quickstep: You're the One That I Want – John Travolta, Olivia Newton-John - Jive: Born to Hand Jive – Sha-Na-Na choreografia: Romain Haguenauer, Ginette Cournoyer, Samuel Chouinard | - Larrons en Foire (z filmu Bazyl. Człowiek z kulą w głowie) – Raphaël Beau - My One and Only Love – Thomas Hanreich, oryg. Guy Wood, Robert Mellin choreografia: Romain Haguenauer, Ginette Cournoyer, Samuel Chouinard                                                             |
| 2018–19 | - Tango: A Evaristo Carriego – Orquestra Color Tango | - A Day in the Life – Jeff Beck - Something – The Beatles - Let It Be – The Beatles |